# Косарев, Олег Леонидович
Оле́г Леони́дович Ко́сарев (род. 11 марта 1966, Москва, РСФСР, СССР) — советский и российский серийный насильник, педофил и грабитель. Трижды приговаривался к длительным срокам лишения свободы, последний раз — в 2012 году. По собственному заявлению, за свою преступную карьеру совершил не менее 140 изнасилований, из которых в суде было доказано более 40 эпизодов.

## Биография
Коренной москвич. По собственным словам, в возрасте от 7 до 12 лет Косарев подвергался развратным действиям со стороны другого мужчины, который его наряжал в женскую одежду и использовал для сексуальных игр.

### Первые преступления
Первое изнасилование совершил в возрасте 18 лет, был признан виновным по 117 статье УК РСФСР и отправлен на принудительное лечение в психиатрическую лечебницу №5, известную как «Белые Столбы», где с сообщником изнасиловал медсестру. В 1984 году Чеховским городским судом Косарев был признан вменяемым и приговорён к 8 годам лишения свободы. В колонии, по собственным словам, подвергался сексуальному насилию. Там же ему насильно сделали татуировку в виде распустившейся розочки — клеймо «опущенного», представителя «низшей касты» заключённых.

### Серия преступлений (1992–1995), арест и суд
Косарев вышел на свободу в июне 1992 года и спустя полтора месяца совершил очередное нападение. Обычно он начинал выслеживать жертв — девочек подросткового возраста — на улице, следовал за ними в подъезд, где в лифте, угрожая ножом, совершал изнасилования и разбои. Также следил за жертвами из своего автомобиля, который перед нападением оставлял в укромном месте. Для усыпления бдительности притворялся слепым. Пик преступной деятельности Косарева пришёлся на осень 1995 года, когда в столице регистрировалось до трёх схожих нападений на детей в день. В одном из случаев насильник застал пятерых детей — двоих мальчиков и трёх девочек — в лифте, где изнасиловал всех трёх девочек, после чего, угрожая ножом, принудил мальчиков заниматься с ними сексом. В другом — изнасиловал молодую мать на глазах у маленького ребёнка, заставляя ребёнка наблюдать за процессом.
В этом же году Косарев женился, познакомившись по объявлению в газете, и работал сторожем в детском саду. Жена до момента задержания не подозревала о его преступлениях, описывала супруга как романтичного, галантного мужчину.
31 октября 1995 года Косарев был задержан на Арбате при попытке сбыть краденое, в числе которого был фотоаппарат, отобранный у одной из жертв за 4 часа до задержания. Он и привлёк внимание оперативников.
Поначалу Косарев отрицал вину, но вскоре, после проведения очных ставок с жертвами, сознался. Хотя сам Косарев признавался в 137 изнасилованиях, суд счёл доказанными 40 эпизодов, так как многие жертвы преступлений отказывались сотрудничать со следствием. В марте 1997 года суд приговорил Косарева к 15 годам лишения свободы, из которых 10 лет он должен был отбывать в тюрьме, а пять — в колонии строгого режима.

### Заключение и новые преступления
Во время пребывания в колонии во Владимире Косареву удалось жениться. С будущей женой познакомился на тюремном свидании. В 2002 году у Косарева родилась дочь. Но вскоре супруга, узнав о том, за какие преступления он сидел, разорвала с ним отношения. В октябре 2010 года Косарев вышел на свободу.
Вернувшись в Москву, Косарев менее чем через полгода совершил очередное преступление. Приехав в Серпухов, 25 февраля 2011 года на улице Весенней он совершил нападение на 13-летнюю девочку. Косарев, притворяясь слепым, проследовал за девочкой в лифт, где, угрожая ножом, заставил школьницу подняться на площадку последнего этажа и изнасиловал её. После этого он заставил девочку выпить содержимое шприца, который принёс с собой — смесь феназепама с димедролом — и запить водкой. В результате жертва была госпитализирована с серьёзным отравлением.
Следующее нападение преступник совершил днём 7 апреля, вновь в Серпухове. В районе дома № 160 по улице Центральной он заметил двух девушек 17 и 18 лет, учениц 11 класса средней школы. Нападение произошло в доме №7 по улице Осенней. Настигнув девушек в лифте, Косарев нанёс одной из них не менее трёх ударов рукояткой и клинком ножа по голове и руке, другой — около девяти по голове, рукам и корпусу. После этого преступник отобрал у жертв золотые украшения — цепочку, кольца с драгоценными камнями, подвеску и серьги, а также два мобильных телефона, затем изнасиловал одну из девушек и скрылся с места преступления.

### Третий арест и приговор
Когда в Серпухове начали розыск насильника, в следственный отдел города обратился следователь по особо важным делам из прокуратуры столицы с указанием на дело о преступнике со схожим почерком, действовавшем в Москве в середине 1990-х годов. Следователи решили проверить преступника. 21 апреля 2011 года Олег Косарев был задержан в Москве, сразу во всём сознался и отдал следователям все краденые вещи. На суде Косареву было предъявлено обвинение по пунктам «а, б» части 3, пункту «б» части 4 статьи 132 УК РФ (насильственные действия в отношении несовершеннолетних), части 2 статьи 162 УК РФ (разбой) и пунктам «а, б» части 3 статьи 131 УК России (изнасилование). Обвиняемый утверждал, что «в него вселялся другой человек», однако по результатам комплексной судебно-психиатрической экспертизы был признан вменяемым. 18 октября 2012 года Московский областной суд приговорил Олега Косарева к 20 годам лишения свободы с отбыванием первых 12 лет в тюрьме и последующих восьми лет в колонии особого режима.

## «Двойники» Косарева

### Валерий Деев
После задержания Косарева в 1995 году аналогичные по почерку нападения продолжали происходить в Москве, более того, преступник по описанию был похож на Косарева и одевался так же. В одном из эпизодов новый маньяк заявил изнасилованной им девочке, что он — Чикатило. Ещё до задержания Косарева было известно, что преступников двое, ввиду того, что преступления совершались в разных частях города почти одновременно. В милиции предполагали даже, что преступники могут быть братьями-близнецами, в связи с чем обращались с запросами в психиатрические лечебницы на предмет наблюдения там братьев-близнецов, имеющих сексуальные отклонения, но результата не получили. Косарев признавался, что во время своей «охоты» на школьниц он увидел похоже одетого человека, выслеживавшего ту же жертву. Встреча произошла на улице Чичерина.
29 мая 1996 года второй насильник был задержан. Им оказался Валерий Деев 1969 года рождения. Деев не был женат и имел две судимости за грабежи и разбои. Валерий Деев, находясь в следственном изоляторе «Матросская тишина», пытался симулировать сумасшествие, для чего дважды вскрывал себе вены. Несмотря на это, преступник был признан вменяемым. Он назвал около 50 адресов, где совершал изнасилования и разбойные нападения, однако в суде удалось доказать только 23 эпизода. Суд приговорил Деева к 15 годам лишения свободы.
В 2011 году Деев вышел на свободу, женился и, подобно Косареву, почти сразу же вернулся к преступной деятельности. Он приглашал к себе мальчиков-подростков, поил их алкоголем, а когда они впадали в беспамятство, совершал в их отношении развратные действия. В феврале 2016 года Деев во время ссоры с соседкой выхватил пистолет и выстрелил в неё холостыми патронами. Деева задержали, после чего всплыли подробности эпизодов развратных действий в отношении несовершеннолетних. В 2017 году суд приговорил Валерия Деева к 20 годам лишения свободы с отбыванием в колонии особого режима.

### Бунин
В 1996 году в Москве орудовал и третий маньяк-«лифтёр» — Бунин, который внешне сильно отличался от Косарева и его «двойника» Деева. Он совершил по крайней мере шесть нападений, был признан невменяемым и направлен на принудительное лечение.

## В массовой культуре
- Документальный фильм «Охота на двойника» из цикла «Криминальная Россия» (1998)[11]
- Документальный фильм «Дело мнимого слепого» из цикла «Охота на маньяка» (2024)[12]